# Roland Cubitt, 3.º Barão Ashcombe
Roland Cubitt Calvert, 3.º Barão Ashcombe, (26 de janeiro de 1899 - 28 outubro 1962) foi um membro da aristocracia britânica. Tornou-se Barão Ashcombe logo após o falecimento de seu pai Henry Cubitt, 2.º Barão Ashcombe em 1947. Também é o avô materno de Camila do Reino Unido (nascida Camilla Shand), agora esposa de Carlos III do Reino Unido.

## Educação e carreira
Cubitt foi educado no Eton College e no Royal Military College, Sandhurst. Ele era tenente nos Coldstream Guards e foi nomeado Deputy Lieutenant em 1939 e ocupou o cargo de vice-Lord-Lieutenant de Surrey em 1940.

## Família
Em 16 de novembro de 1920, casou com Sonia Keppel, filha de Alice Keppel, na capela da Guarda de Wellington Barracks, em Londres. Eles se divorciaram em 1947 depois de ter três filhos:
- Rosalind Maud Cubitt (nascido em 11 agosto 1921 - 14 julho 1994), que se casou com Bruce Shand e cuja filha é Camilla, a Duquesa da Cornualha.
- Henry Cubitt, 4.º Barão Ashcombe (nascido em 31 março 1924).
- Jeremy John Cubitt (nascido em 7 maio 1927 - 12 de Janeiro de 1958).

## Morte
Ele morreu em 28 de outubro de 1962 e foi enterrado no adro da igreja de São Barnabé, Ranmore Common, Surrey.